# Une passion (Maupassant)
Pour les articles homonymes, voir Passion.
Une passion est une nouvelle de Guy de Maupassant, parue en 1882.

## Historique
Une passion est initialement publiée dans la revue Gil Blas du 22 août 1882, sous le pseudonyme Maufrigneuse, puis dans le recueil posthume Le Père Milon en 1899.  
C’est une reprise quasiment à l’identique de la nouvelle Pétition d'un viveur malgré lui, publiée en 1882. Seule la fin est raccourcie.

## Résumé
Port du Havre. Deux jeunes officiers, Paul d’Henricel et Jean Renoldi se promènent et croisent Mme Poinçot au bras de son mari. Elle a quarante ans, mais elle est restée fraîche, grâce à son embonpoint. Elle a en ville la réputation d’une femme honorable. Or, quand elle arrive au niveau de Jean, on peut voir le vif intérêt qu’elle porte au jeune homme. Ce dernier ne cherche pas d’aventures avec des femmes mariées. Pourtant, quand elle se jette dans ses bras, ils deviennent amants.
Six mois passent. Lui ne la supporte plus et elle est toujours aussi amoureuse. Il voit la fin de son calvaire quand on annonce que son régiment doit quitter la ville. Il déchante quand elle vient lui annoncer qu’elle le suivra. Il refuse, elle fait une tentative de suicide. Il la reprend, démissionne de l’armée. Ils partent pour les bords de la Méditerranée. Le mari revient la chercher pour le mariage d’une de leur fille, mais elle refuse de le suivre. 

## Éditions
- Une passion, dans Maupassant, Contes et Nouvelles, texte établi et annoté par Louis Forestier, éditions Gallimard, Bibliothèque de la Pléiade, 1974  (ISBN 978 2 07 010805 3).